# Ortotenia
Per ortotenia si intende una teoria formulata dall'ufologo francese Aimé Michel.
Secondo questa teoria, le località in cui avvengono gli avvistamenti di UFO tenderebbero ad essere collocate in linea retta. 
Le linee su cui si raggruppano gli avvistamenti sono conosciute come linee BAVIC. Il caso che ha dato il nome a queste linee è quello degli avvistamenti UFO del 24 settembre 1954 in 6 città diverse tra Bayonne e Vichy, prima e ultima città in linea retta.
La teoria, in passato considerata come una delle più accreditate dell'ufologia, è stata confutata dagli scienziati, che reputano il tutto casuale.
Più recentemente sono state avanzate altre analoghe teorie geometriche. Nel 1978 Jean-Charles Fumoux e Jean-François Gille, in occasione di una notevole ondata di avvistamenti Ufo in Francia, hanno proposto l'isocelia, che raggrupperebbe gli avvistamenti disposti in triangoli isosceli. Anche questa teoria è stata successivamente confutata.